# Michael Belleri
Michael Belleri, né le 13 mai 1999 à Gardone Val Trompia, est un coureur cycliste italien.

## Biographie
Michael Belleri est originaire de Gardone Val Trompia, une commune située dans le nord de la Lombardie, Il commence le commence en deuxième année esordienti vers l'âge de treize ans,.
En 2021, il se classe notamment deuxième du classement de la montagne et septième d'une étape sur le Tour d'Italie espoirs, alors qu'il court pour le club Biesse-Arvedi. Il est conservé par cette formation en 2022, lorsque celle-ci devient une équipe continentale.

## Palmarès et résultats

### Palmarès par année
- 2019
  - 3e du Grand Prix San Giuseppe
  - 3e du Circuito Alzanese
- 2021
  - Grand Prix Santa Rita
- 2022
  - Grand Prix Santa Rita
  - Targa Libero Ferrario
  - 3e du Trofeo di Monte Urano
- 2023
  - 2e de la Coppa Collecchio
  - 3e du Trofeo Alcide Degasperi
- 2024
  - Grand Prix San Giuseppe
  - Coppa Fiera di Mercatale
  - 2e du Giro delle Valli Aretine
  - 3e du Giro del Montalbano
  - 3e du Gran Premio d'Autunno

### Classements mondiaux
| Année                                 | 2021  | 2022 | 2023 |
| ------------------------------------- | ----- | ---- | ---- |
| Classement mondial                    | 2339e | nc   | 898e |
| UCI Europe Tour                       | 1561e | nc   | nc   |
|                                       |       |      |      |
| Légende : nc = non classéSource : UCI |       |      |      |